# 富山県総合運動公園陸上競技場

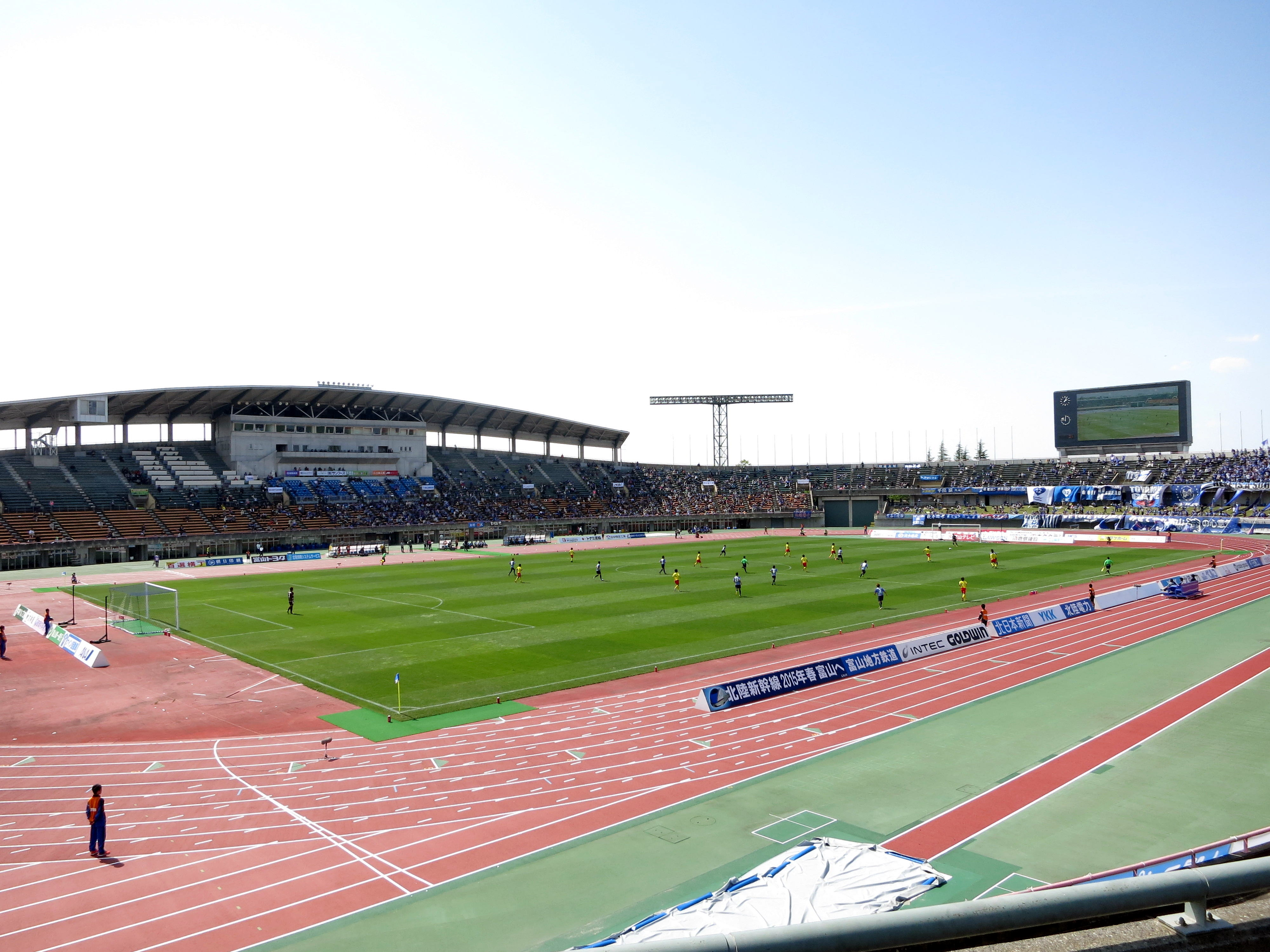
メインスタンドを望む

富山県総合運動公園陸上競技場（とやまけんそうごううんどうこうえんりくじょうきょうぎじょう）は、富山県富山市の富山県総合運動公園内にある陸上競技場兼球技場。施設は富山県が所有し、公益社団法人富山県民福祉公園が指定管理者として運営管理を行っている。
正式名称は富山県陸上競技場。県内唯一の日本陸上競技連盟第1種公認陸上競技場で、また日本プロサッカーリーグ（Jリーグ）に加盟するカターレ富山のホームスタジアムでもある。カターレサポーターからは「県総（けんそう）」の愛称で親しまれている。

## 概要
第55回国民体育大会（2000年とやま国体）のメイン会場として、1991年4月に着工し、1993年9月に竣工した。
1994年には全国高等学校総合体育大会（インターハイ）のメイン会場、2002 FIFAワールドカップではクロアチア代表のキャンプ地となった。
なお、1994年に初のJリーグ公式戦（横浜フリューゲルス対清水エスパルス）が行われ、2007年までにJリーグ公式戦が12試合行われた。1999年と2000年には鹿島アントラーズ主催試合がカシマサッカースタジアム改修工事のため、1試合ずつ開催されたこともある。
2007年まで日本フットボールリーグに所属していたアローズ北陸やYKK APサッカー部がホームゲームを開催し、場合によってはダブルヘッダーで開催することもあった。
2008年に上述2クラブを統合して誕生したカターレ富山のホームスタジアムとなり、2009年にカターレがJリーグへ加盟したため、開催に見合った規格とするための改修が行われた。
2016年12月4日のJ2・J3入れ替え戦では、ツエーゲン金沢のホームグラウンドだった石川県西部緑地公園陸上競技場が芝の改修工事で利用不可になったため、代替地として開催された。
2018年5月2日に、補助競技場のトラックが記録向上が期待できるとされる、青色のトラック（ブルートラック）に改修された。富山県内の日本陸上競技連盟公認競技場では初めてで、今後はメイントラックにも採用の可能性があるとしている。
2019年11月より2020年3月にかけて、痛みにくく、水はけの良い芝生への張り替えを実施。またスプリンクラー設備も新たに設置された。

## 施設概要
- 日本陸上競技連盟第1種公認
- トラック：全天候型ローラーエンボス舗装 400m×9レーン、
- フィールド：106×70m（ケンタッキーブルーグラス、ティフトン）スプリンクラー設備あり。
- 照明設備：照明塔4基、メインスタンド庇部設置投光器（近隣に富山空港が存在するため、制限表面（水平表面）を満たす為に珍しいT字型の照明塔になっている。）
- スコアボード：電光式（大型映像装置、高輝度広角度フルカラーLED）
- 収容人員：25,251人
  - バックスタンドとコーナースタンドの2階部分はメインスタンドと併せて全周一体になっている。また1階部分は芝生席（ファミリースタンド）となっている。
  - メインスタンドのみ屋根が架設されている
  - Jリーグでは芝生席は座席数に算入されないため、Jリーグに登録されている入場可能数は18,588人[6]
- バックスタンド下に300mの室内走路

## 主なスポーツ大会
現在
- 日本プロサッカーリーグ（Jリーグ）・カターレ富山のホームゲーム
- 天皇杯全日本サッカー選手権大会
- 富山県陸上競技選手権大会
- 富山県高等学校陸上競技対抗選手権大会

過去
- 1994年：平成6年度全国高等学校総合体育大会（インターハイ）
- 1994年6月15日：初のJリーグ公式戦・横浜フリューゲルス対清水エスパルス
- 1995年3月25日：ヴェルディ川崎対柏レイソル
- 2000年：第55回国民体育大会（2000年とやま国体）
- 2016年：J2・J3入れ替え戦（第2戦）・ツエーゲン金沢対栃木SC
- 日本フットボールリーグ（JFL）・アローズ北陸およびYKK APサッカー部のホームゲーム（2007年まで）。

## その他のイベント
- 2002年 - 2004年：a-nation
- 2006年6月18日：2006 FIFAワールドカップパブリック・ビューイング POWERED BY SKY PerfecTV!
- 2007年9月16日：Mr.Children "HOME" TOUR 2007 -in the field-
- 2018年11月3日：第31回全国健康福祉祭ねんりんピック富山2018開会式

## 公園内その他の施設
- 補助競技場（日本陸上競技連盟第3種公認）
  - トラック：全天候型舗装400m7レーン（ブルートラック）
  - 照明設備：なし　
  - 観客席：なし
- 多目的広場（軟式野球2面分）
- 屋内グラウンド
  - コート：67×62m（クレイ）
  - 天井高：25m
- クロスカントリーコース
- 芝生広場 他

## 交通アクセス

### 電車
- JR富山駅から南へ約9km[7]。

### バス
- JR富山駅・6番乗り場から富山地方鉄道バス36系統総合運動公園行「総合運動公園」下車[7]
- JR富山駅・5番乗り場から富山地方鉄道バス31系統笹津行き・31系統猪谷行き・32系統笹津春日温泉行き・38系統坂本二区行き「栗山南口」下車、徒歩15分[7]

### 自動車
- 北陸自動車道・富山インターチェンジから南へ約4km[7]

### 飛行機
- 富山空港から南へ徒歩25分（約2.3 km）[7]
- 富山空港から富山地方鉄道バス36系統総合運動公園行「総合運動公園」下車[7]

### その他
- カターレ富山はホームゲーム開催時に富山駅から有料シャトルバスを運行している。

## ギャラリー

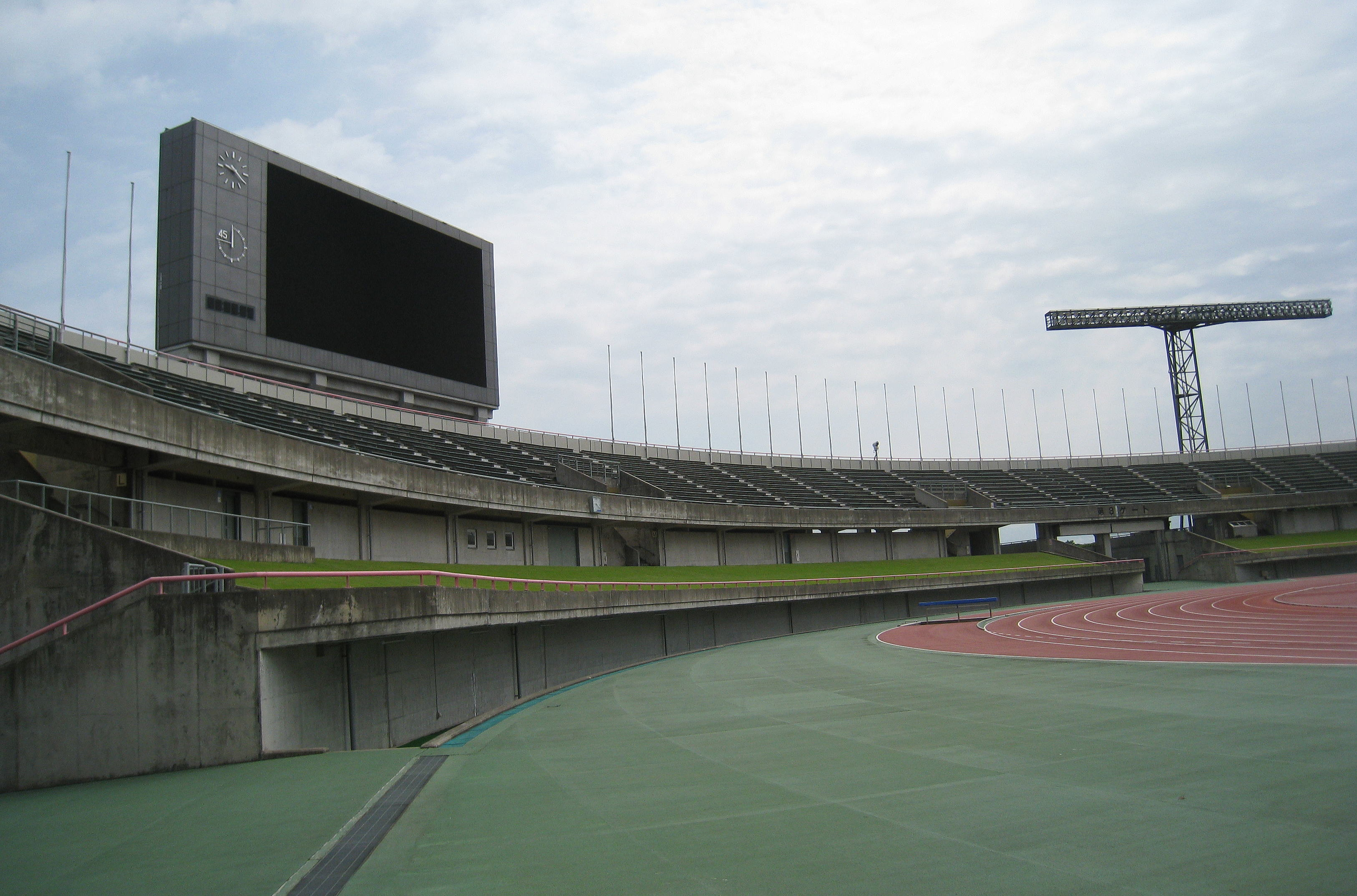
電光掲示板
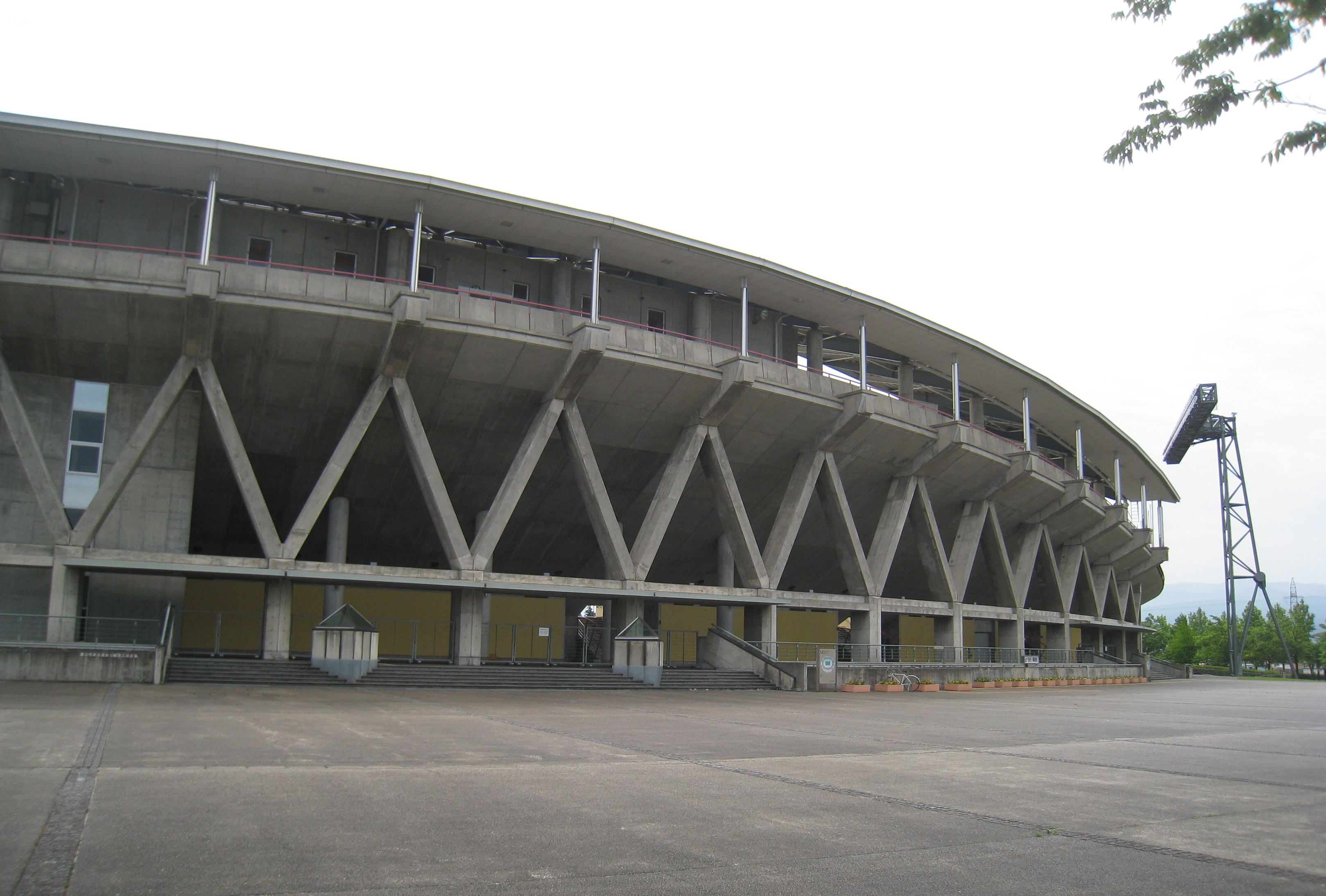
メインスタンド外観